# スリ・クルーズ
スリ・クルーズ（英: Suri Cruise、2006年4月18日 - ）はトム・クルーズとケイティ・ホームズ元夫妻の長女。
従叔父に俳優のウィリアム・メイポーザーがいる。身長175cm。

## 人物
カリフォルニア州サンタモニカのジョン・メディカルセンターで生まれた。体長50.8cm、体重3371グラム。出産後なかなか公の場に姿を現さないため死亡説もあったが、生後4ヶ月で漸く『ヴァニティ・フェア』に掲載された。2008年に『フォーブス』が選出した「最も影響力のある赤ちゃん」の第1位に選ばれた。3歳にしてロングブーツやハイヒールを履きこなし派手なピンク色のドレスを着用したりと何かと注目され、2009年にイギリスの子供服店アダムズが行ったウェブ投票「お洒落なセレブリティの子供」で1位に選ばれた。

### 名前
一般的にアメリカのメディアでは「トムキトゥン（TomKitten）」と呼ばれる。トムとケイティの娘であることと『こねこのトムのおはなし（原題：The Tale of Tom Kitten）』からきている。しかしインターネット上では後述の理由により「ピックポケット・クルーズ」のように様々なあだ名が付けられている。
アメリカでは「Suri」というファーストネームに関して論争が起こり、疑問の声も挙がった。クルーズ夫妻は『ロサンゼルス・タイムズ』で「ヘブライ語とペルシア語の両方にある単語」であり、ヘブライ語では「プリンセス」「赤い薔薇」、ペルシア語では「赤」を意味しており、女性の名前としてよく使われると説明した。しかし、多くのメディアはクルーズ夫妻は言葉を誤訳していると指摘した。「Suri」はアラビア語でもヘブライ語でも専ら「シリア人」を意味しプリンセスという意味にはあまり使われない。ヘブライ語でプリンセスを意味するのは、「Sarah（サラ）」である。イディッシュ語の「Sarah（サラ）」の派生語に「Sari（サリ、一部地域ではスリとも発音する）」というものがあり、これを夫妻は間違ったのではないかと指摘されている。他にもサンスクリット語では「支配者」を意味し、ヒンディー語では「少年」であり、インドの方言では「とんがった鼻」を意味するとされる。日本語なら窃盗の「掏摸」であり、「Oops! Suri means pickpocket（おっと!スリは掏摸の意味だ）」といった記事も多数書かれている。さらに、フランス語では「酸っぱくなる」、イタリア語では魚の「アジ」を意味する。